# 阿布拉依莫夫
阿布拉依莫夫，乌克兰人，国际空间材料领域专家，任哈尔滨工业大学教授。该教授为中华人民共和国教育部第四批"长江学者"特聘教授，由哈尔滨工业大学自乌克兰引进。